# Rofenache

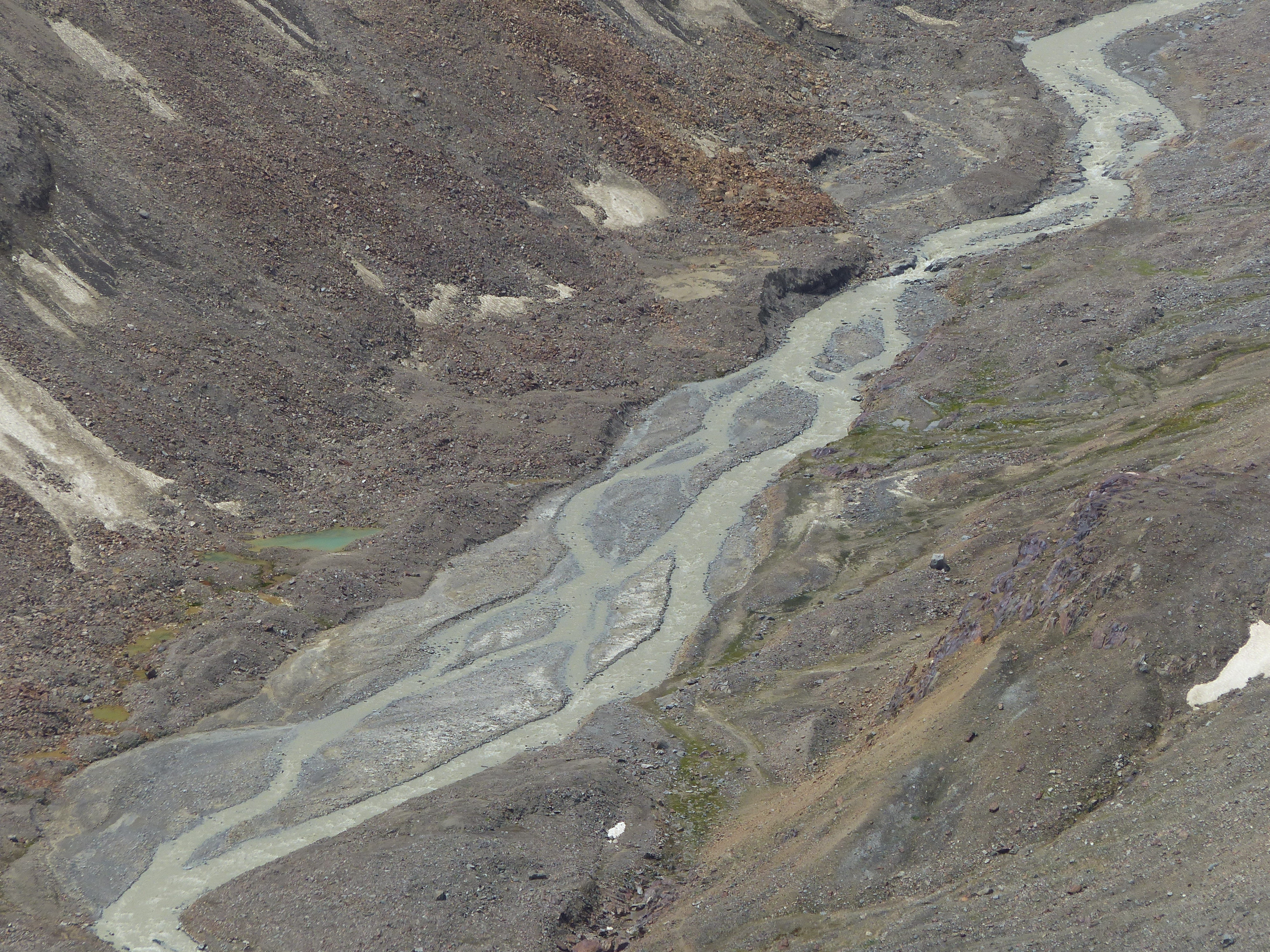
Die Rofenache unterhalb des Hintereisferners

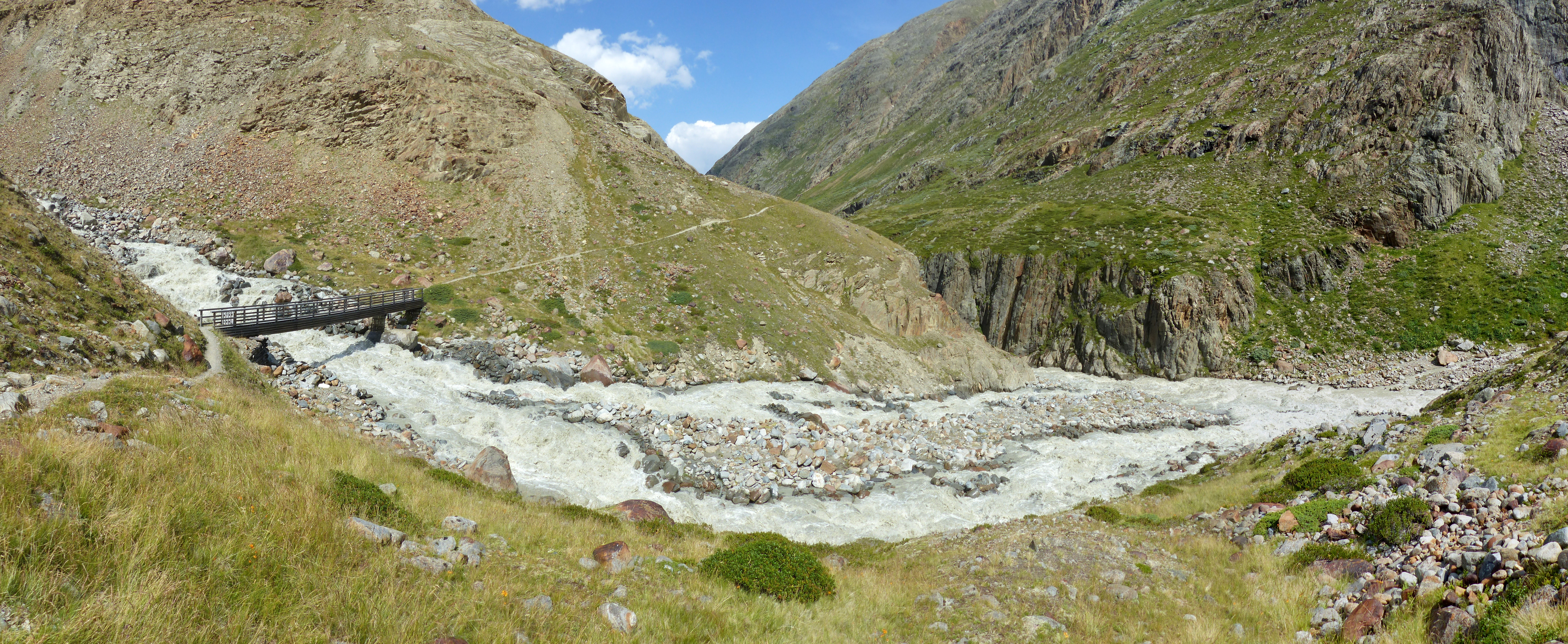
Die Mündung des Vernagtbaches in die Rofenache

Die Rofenache ist ein Gletscherbach in den Ötztaler Alpen in Tirol, Österreich.

## Verlauf
Die Rofenache entspringt dem Hintereisferner unterhalb der Weißkugel in rund 2500 m ü. A. Sie durchfließt das Rofental in nordöstlicher Richtung, nimmt zuerst den Kesselwandbach, kurz danach den Hochjochbach und nach rund 5 km von links den vom Vernagtferner und Guslarferner gespeisten Vernagtbach auf, passiert die Rotte Rofen und vereinigt sich nach knapp 11 km bei Vent mit dem Niedertalbach zur Venter Ache. Im Unterlauf hat sich die Ache in die enge Rofenschlucht eingeschnitten. Bisweilen wird die Rofenache zusammen mit der Venter Ache als Oberlauf der Ötztaler Ache angesehen, die damit auf eine Länge von 66,5 km kommt.

## Einzugsgebiet und Wasserführung
Das Einzugsgebiet der Rofenache beträgt rund 98 km², davon sind (Stand 1997) 37,7 km² oder 39 % vergletschert. Im Jahr 1969 waren es noch 42,9 km² bzw. 44 %. Der höchste Punkt im Einzugsgebiet ist die Wildspitze mit 3768 m ü. A.
Der mittlere Abfluss am Pegel Vent beträgt 4,51 m³/s, das entspricht einer sehr hohen Abflussspende von 46 l/s·km². Die Rofenache weist ein glaziales Abflussregime mit einer starken Amplitude auf, das wesentlich durch die Gletscher beeinflusst wird. In den Wintermonaten Februar und März liegt das Monatsmittel des Abflusses unter 0,5 m³/s. Erst im späten Frühjahr steigt der Abfluss deutlich an und erreicht im Juli und August seinen Höhepunkt mit Monatsmitteln von knapp 15 m³/s, mehr als dem 30-fachen der Wintermonate. Im Herbst geht die Wasserführung wieder rasch zurück. Insbesondere im Sommer kommt es auch zu starken Schwankungen des Abflusses im Tagesverlauf. Die Sonneneinstrahlung und die hohen Temperaturen führen tagsüber zu einem Abschmelzen des Gletschereises, das einen wesentlichen Teil zum Abfluss der Rofenache beiträgt. So kann an besonders heißen Tagen der Durchfluss am Pegel Vent binnen weniger Stunden um mehr als 40 m³/s ansteigen.
Mittlere monatliche Abflüsse der Rofenache (MQ in m³/s) am Pegel Vent

Erhebungszeitraum 1971–2009, Quelle: Hydrographisches Jahrbuch 2009
Der Abfluss der Rofenache ist auch ein Gradmesser für das Abschmelzen der Gletscher. Die mittlere Lufttemperatur hat sich an der Messstelle Vent um 0,3 °C pro Dekade erhöht, in den Sommermonaten sogar um 0,44 °C pro Dekade. Die Niederschläge im Einzugsgebiet weisen hingegen keine signifikanten Zu- oder Abnahmen auf. Die am Pegel Vent gemessenen Abflüsse in den Sommermonaten Juni, Juli und August haben sich seit den 1980er Jahren im Mittel um 1,2 m³/s pro Dekade erhöht. Da das vermutlich nicht durch eine Zunahme der sommerlichen Niederschläge verursacht wurde, lässt sich die Zunahme des Abflusses nur durch das verstärkte Abschmelzen des Gletschereises erklären. 
Modellrechnungen unter der Annahme weiter zunehmender Temperaturen sagen eine deutliche Änderung des Abflussregimes vorher. So werden die sommerlichen Abflüsse durch das verstärkte Abschmelzen des Gletschereises bis 2020 noch zunehmen und im Sommer Monatsmittel um 16 m³/s erreicht werden. Danach wird der Abfluss wieder ausgeglichener, es erfolgt der Übergang von einem glazialen zu einem nivalen Abflussregime. Um 2050 wird nach den Modellen das Maximum aufgrund der früheren Schneeschmelze bereits im Mai mit nur rund 6 m³/s erreicht, dem folgt ein allmählicher Abfall über die Sommer- und Herbstmonate.

## Der Rofener Eissee

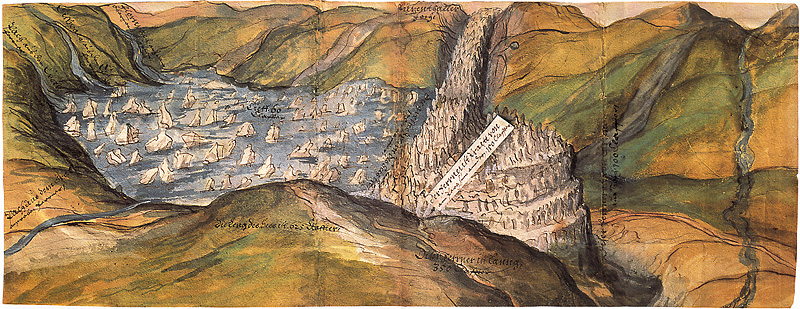
Der Rofener Eissee im Jahr 1601

In der Vergangenheit stieß der Vernagtferner, der heute einige Kilometer oberhalb des Rofentales endet, mehrfach bis ins Tal vor. Dabei staute er die Rofenache zu einem See, dem Rofener Eissee, auf, der beispielsweise im Jahr 1601 eine Länge von 1,7 km und ein Volumen von 11 Millionen m³ hatte. Beim Brechen des Eisdamms kam es, zuletzt im Jahr 1848, zu Überflutungen und schweren Zerstörungen im gesamten Ötztal.

## Kraftwerkspläne

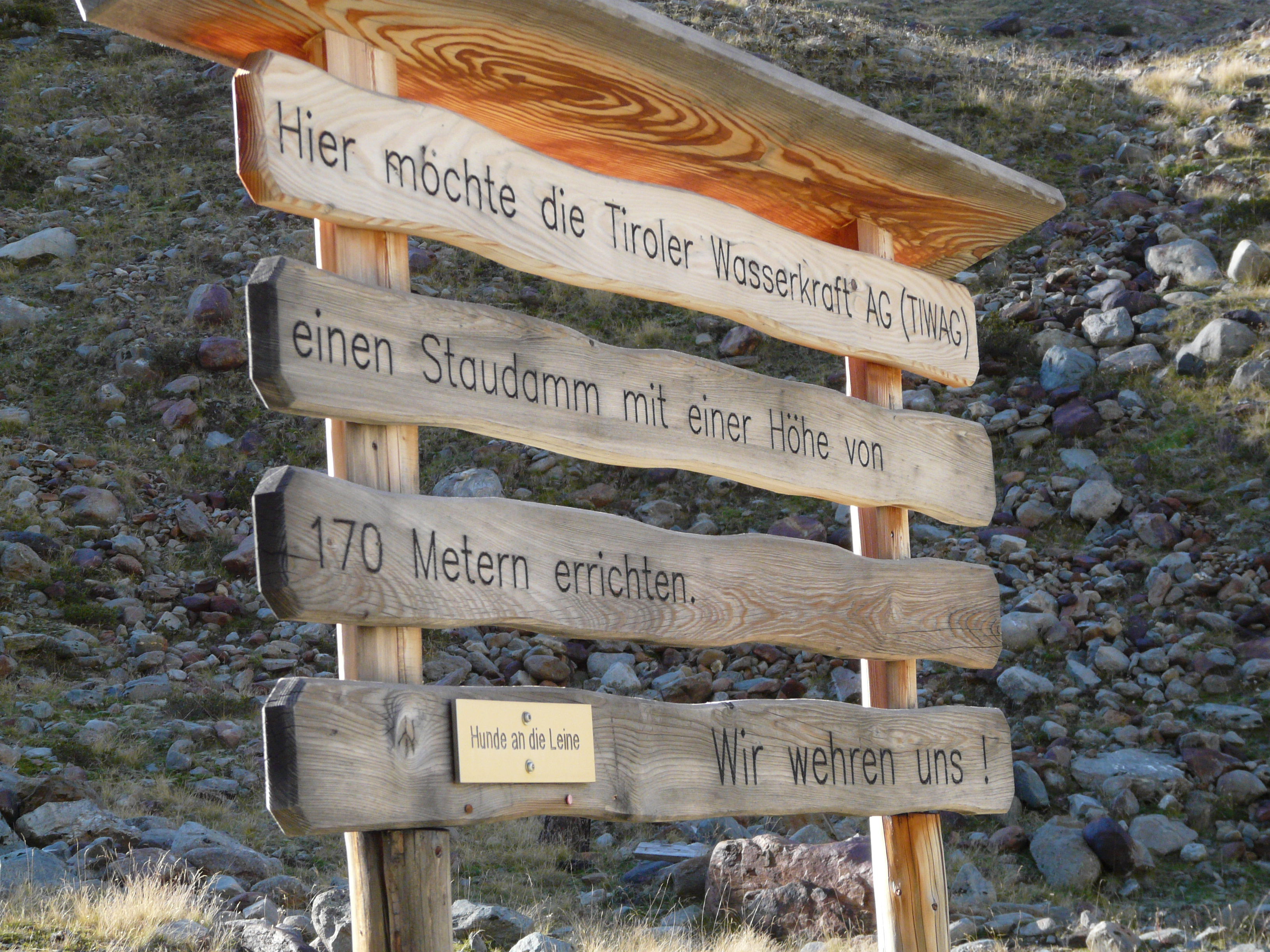
Protestschild gegen den Stausee (2010)

Im Zuge des geplanten Ausbaus des Kaunertalkraftwerks durch die TIWAG gab es Überlegungen, das Rofental als Oberstufenspeicher für einen Pumpspeicherbetrieb mit dem den Gepatschspeicher zu nutzen. Diese Pläne sahen eine 170 m hohe Staumauer sowie Bachfassungen der zahlreichen Gletscherbäche und deren Ableitung ins Kaunertal vor. Dagegen gab es starke Widerstände, u. a. vom Österreichischen und Deutschen Alpenverein, die eine massive Beeinträchtigung der Landschaft und damit des Bergsteigertourismus fürchteten. Inzwischen hat die TIWAG vom Speicherstandort Rofental Abstand genommen, Wasser soll nun von der Venter Ache unterhalb von Vent abgeleitet werden.